# Gabriel Voisin
Gabriel Voisin (Belleville, Francia, 5 de febrero de 1880 - Ozenay, Saône-et-Loire, 25 de diciembre de  1973) fue un pionero de la aviación y creador del avión que realizó el primer vuelo en circuito cerrado de 1 km tripulado de Europa, pilotado por Henry Farman el día 13 de enero de 1908 cerca de París, Francia.
Durante la Primera Guerra Mundial, Gabriel Voisin se convirtió en un importante productor de aviones militares, en particular el Voisin III. Posteriormente pasó al diseño y la producción de automóviles de lujo bajo el nombre Avions Voisin.

## Automóviles Avions Voisin
En el año 1919, Gabriel Voisin abandonó la fabricación de aviones, que había comenzado en 1905 y se dedicó a fabricar automóviles, fabricación que duró hasta el año 1956. En España fueron producidos bajo licencia de Avions Voisin, durante la década de 1950 con el nombre de Biscuter.

## Galardones
En 1909, Gabriel Voisin fue nombrado Caballero de la Legión de Honor francesa y galardonado con el Premio de Osiris, otorgado por el Instituto de Francia.
En el año 1965, fue nombrado Comandante de la Legión de Honor.